# Kellertheater Frankfurt

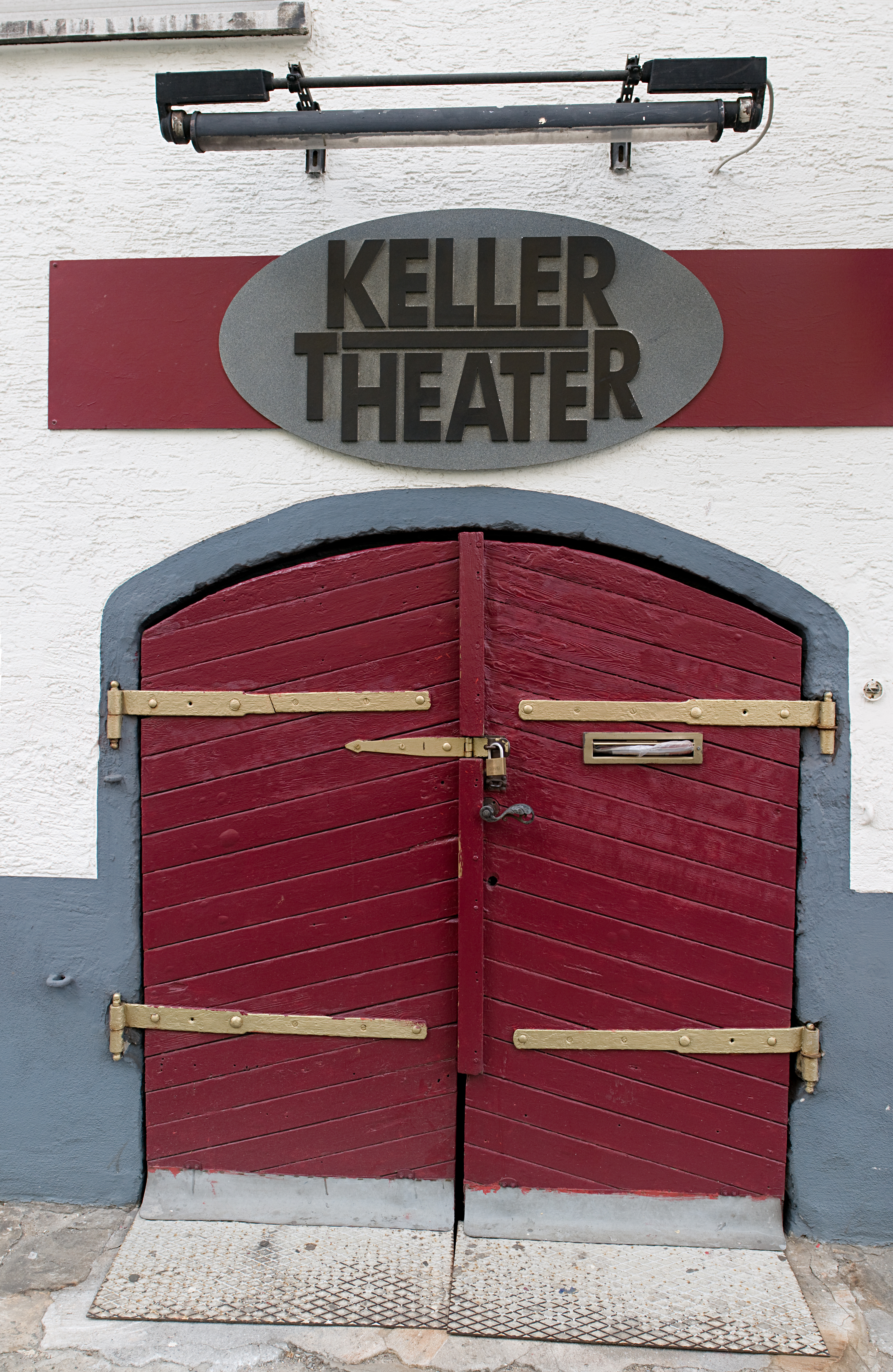
Eingang des Theaters in der Mainstraße

Das Kellertheater Frankfurt ist ein freies, vollständig ehrenamtlich betriebenes Theater in Frankfurt am Main. Es befindet sich seit 1980 in der Mainstraße 2. Geführt wird es von der Junge Bühne Frankfurt e. V. und ist seit 1975 im Vereinsregister eingetragen. Das Kellertheater ist Mitglied in der Frankfurter Theaterallianz e. V.
Das etablierte Kellertheater versteht sich als ambitionierte Off-Bühne und hat innerhalb der Frankfurter Szene eine Sonderstellung: Organisiert als eingetragener Verein, gibt das Kellertheater auch Amateuren jeden Alters die Möglichkeit, sich in darstellenden Kunstformen auf und hinter der Bühne auszuprobieren. Seit über 30 Jahren können Erfahrene und Neulinge künstlerisch mitgestalten, ohne Mitglied des Vereins zu sein.
Pro Jahr haben etwa drei bis vier Produktionen verschiedener Regisseure und mit wechselnden Ensembles Premiere. Ergänzt wird das Programm durch Gastspiele, etwa von freien Theatergruppen oder Autoren. Spieltage sind regelmäßig Freitag und Samstag. Einmal im Monat öffnet im Kellertheater die „Maleen Studiobühne“ mit verschiedenen Themen und Darstellungsformen, von Schauspiel und Musik bis Literatur und Multimedia.
Das Kellertheater steht auch anderen Gruppen und jungen Künstlern offen. Gelegentlich beherbergte das Haus bereits Kindertheater und bot Workshops zu verschiedenen Theaterformen. Seit 2013 gibt es auch Produktionen mit Kindern und für Kinder. Auch als Sprungbrett wird das Theater genutzt: Einige Frankfurter Profi-Schauspieler haben dort zum ersten Mal auf der Bühne gestanden.
Zu den Produktionen in der neueren Zeit gehören so verschiedene wie etwa Die drei Leben der Lucie Cabrol von Simon McBurney (2008), Dinner für Spinner von Francis Veber (2009), Harold und Maude von Colin Higgins (2009), Was ihr wollt von William Shakespeare (2010), Der Hammermörder von Fred Breinersdorfer (2010), Kleiner Mann – was nun? von Hans Fallada (2012), oder Hauptsache Arbeit von Sibylle Berg (2013).

## Geschichte
Die Geschichte des Vereins geht auf das Jahr 1957 zurück, als der 2006 verstorbene Regisseur Werner Andreas die Junge Bühne 57 e. V. gründete, dem in den ersten Jahren das Amerika-Haus als Spielstätte diente. Zu ihrer Zielsetzung gehörten die Aufführung und Verbreitung von „zeit- und sozial-kritischen Stücken“, wobei Diskussionen mit den Zuschauern nach den Aufführungen üblich waren und weshalb sie ihre erste Spielstätte verlassen musste. Zu den bespielten Autoren gehörten zu dieser Zeit etwa Peter Turrini, Edward Albee, Rainer Werner Fassbinder und Fernando Arrabal, wobei gerade von letzterem mehrere Stücke auch noch im derzeitigen Domizil gezeigt wurden.
Zwischen 1975 und 1980 spielte der Verein in einem Bürgerhaus im Nordwestzentrum, doch folgten kaum Zuschauer in die fast am damaligen Stadtrand in einem Einkaufszentrum gelegenen ehemaligen Kinoräume, bis seine Mitglieder ihr derzeitiges Domizil in der Mainstraße, den bisherigen Räumen des Musiklokals Sinkkasten (mit dem es eine zeitweise Zusammenarbeit in Form gemeinsamer Mitgliedschaft und speziellen Produktionen für dieses Lokal gab), gefunden hatte: einen alten Gewölbekeller. Damit erklärt sich die Umbenennung in der Öffentlichkeit von „Junge Bühne“ in „Kellertheater“.